# Rue des Trois-Banquets
La rue des Trois-Banquets (en occitan : carrièra dels Tres Banquets) est une voie de Toulouse, chef-lieu de la région Occitanie, dans le Midi de la France.

## Situation et accès

### Description
La rue des Trois-Banquets est une voie publique. Elle se trouve au cœur du quartier Saint-Étienne, dans le secteur 1 - Centre.
Longue de 112 mètres, d’orientation nord-sud, elle naît au carrefour de la rue Merlane. Particulièrement étroite, elle n'est large que de 4 mètres, sauf dans sa partie centrale où elle s'élargit à 9 mètres. Elle se termine en recevant la rue Croix-Baragnon, au débouché de la place Saint-Étienne.
La chaussée compte une seule voie de circulation automobile en sens unique, de la rue Croix-Baragnon vers la rue Merlane. Elle appartient à une zone de rencontre et la vitesse y est limitée à 20 km/h. Il n'existe pas de bande ni de piste cyclable, quoiqu'elle soit à double-sens cyclable.

### Voies rencontrées
La rue des Trois-Banquets rencontre les voies suivantes, dans l'ordre des numéros croissants (« g » indique que la rue se situe à gauche, « d » à droite) :
1. Rue Merlane
2. Rue Croix-Baragnon (g)
3. Place Saint-Étienne (d)

## Odonymie
Depuis la fin du XIIIe siècle, la rue des Trois-Banquets porte ce nom, ou bien des variations : rue des Trois-Bancs, rue des Petits-Bancs, etc. Cette appellation renvoie aux étals ou « petits bancs » (banquets en occitan) de bouchers qu'on y trouvait, aussi bien du côté de la rue Croix-Baragnon et de la place Saint-Étienne que de la rue Merlane,. Il a également existé une rue des Banquets-Saint-Sernin (actuelle rue des Trois-Renards), ainsi qu'une rue des Sept-Banquets (actuelle rue des Potiers).
Entre les XIIIe et XVe siècles, la rue porta aussi le nom d'une femme, probablement propriétaire d'une maison de la rue, dame Siurane (dona ou na Siurana en occitan). En 1794, pendant la Révolution française, la rue fut aussi, quelque temps, renommée rue Bel-Âge, sans que cette appellation subsiste.

## Histoire

### Moyen Âge et période moderne
Au Moyen Âge, la rue des Trois-Banquets dépend du capitoulat de Saint-Étienne. Les maisons et les immeubles de cette rue ne sont alors que des dépendances des maisons qui donnent sur les deux rues voisines, la rue Tolosane et la rue des Nobles (actuelle rue Pierre-de-Fermat). Plusieurs abattoirs de bouchers (« affachadou » ou afachador en occitan) sont établis dans la rue, à l'angle de rue des Affachadous (actuelle rue Merlane) et à l'angle de la place Saint-Étienne – ce sont d'ailleurs les étals ou « petits bancs » de ces bouchers qui ont donné leur nom à la rue. La rue se trouve d'ailleurs au cœur d'un quartier de bouchers, qui ont leurs commerces dans les rues voisines, rue Merlane, rue Bouquières, rue et place Mage en particulier.
Au XVIe siècle, toute la partie sud de la rue appartient à la famille Malenfant : du côté est se trouvent les dépendances de leur hôtel particulier (actuel no 2), du côté ouest des granges (emplacement des actuels no 1 et 3). Au milieu de la rue, le côté est est occupé par l'hôtel Catel (actuel no 2 bis), tandis que le côté ouest est formé de granges et de jardins qui appartiennent également à la famille Catel (emplacement des actuels no 5 et 7).

## Patrimoine et lieux d'intérêt

### Hôtels particuliers
- no  2 : hôtel de Malenfant (ou de Panat). 
L'hôtel particulier est construit probablement à la limite des XVIIe et XVIIIe siècles sur une vaste parcelle qui appartient depuis le milieu du XVIe siècle à une famille de parlementaires, les Malenfant – on retient particulièrement le nom de Pierre de Malenfant, juge-mage de Foix en 1679[6]. L'ensemble, entre cour et jardin, est disposé entre les rues des Trois-Banquets, Merlane (actuel no 7) et Pierre-de-Fermat (actuel no 5). Sur la rue des Trois-Banquets se trouve le jardin, fermé par un haut mur de clôture[7].

- no  2 bis : hôtel de Jean Catel.  Classé MH (1950, façade sur cour datant du XVe siècle)[8],[9].

- no  13 : hôtel de Bonfontan.  Inscrit MH (1925, façade et ferronneries)[10]. 
L'hôtel de Bonfontan est construit entre 1768 et 1771 pour Philippe de Lastours, marquis de Bonfontan, baron d'Endoufielle et seigneur de Lissac, capitoul de 1786 à 1790. L'hôtel se trouve à l'angle de la rue Croix-Baragnon, où s'élève une imposante façade de style néo-classique[11],[12].

### Immeubles
- no  3 : immeuble. 
Cet immeuble en corondage est construit au XVIIe ou au XVIIIe siècle. Sur la façade, le pan de bois est masqué par l'enduit. L'immeuble, large de trois travées, s'élève sur deux étages, séparés par des corniches en bois[13].

- no  9 : immeuble (quatrième quart du XVIIIe siècle)[14].

## Personnalité
- Georges Séguy (1927-2016) : homme politique, résistant et syndicaliste, né dans l'appartement de ses parents, rue des Trois-Banquets.